# Ølgod Vandtårn
Ølgod Vandtårn er et tidligere vandtårn på Egknudvej 24 i Ølgod.

## Historie
Tårnet blev tegnet af Georg Rasmus Øllgaard, og opført i 1914. Tårnet er 28 meter høj. Tårnet kan rumme 15 kubikmeter vand.
Det blev taget ud af drift i 1950'erne.
Tårnet var meget tæt på at blive revet ned i 2006, men blev reddet af byens borgere og museumsfonde, da de samlede nok penge ind til besvarelsen. I 2014 blev det officielt udpeget til som byens vartegn.